# Magyarországi Karma Kagyüpa Buddhista Közösség

A Magyarországi Karma-Kagyüpa Buddhista Közösség, vagy más néven Karma Ratna Dargye Ling a magyarországi buddhizmus egyik hivatalos egyházi szervezete, amely a tibeti buddhizmus kagyü iskolájához tartozó karma kagyü vonalat képviseli. Az egyház számtalan tanítómestert hívott meg hazánkba tanításokat és meghatalmazásokat adni, illetve több alkalommal szervezték meg a 14. Dalai Láma magyarországi látogatását. A szervezet több elvonulási helyet és központot hozott létre működése során. Ezek közé tartozik a tari Kőrösi sztúpa és meditációs központ, amely a Szkíta és Magyar Szellemiség Kőrösi Csoma Sándor Központja nevet viseli. A helyszínek között szerepel még a Karmapa ház és a Csillaghegyi központ. Az egyháznak további társközpontjai vannak Szentendrén, Komáromban és Pécsen is.
Az egyház a tagjai számára zarándokutakat szervezett több alkalommal a hagyományosan buddhista ázsiai országokba (például India, Nepál, Tibet, Mongólia). A Karmapa házban rendszeresen tartanak filmvetítéseket buddhizmus témakörben.
Az egyház alapító tagja a Világvallások Együttműködési Fórumának.

## Története

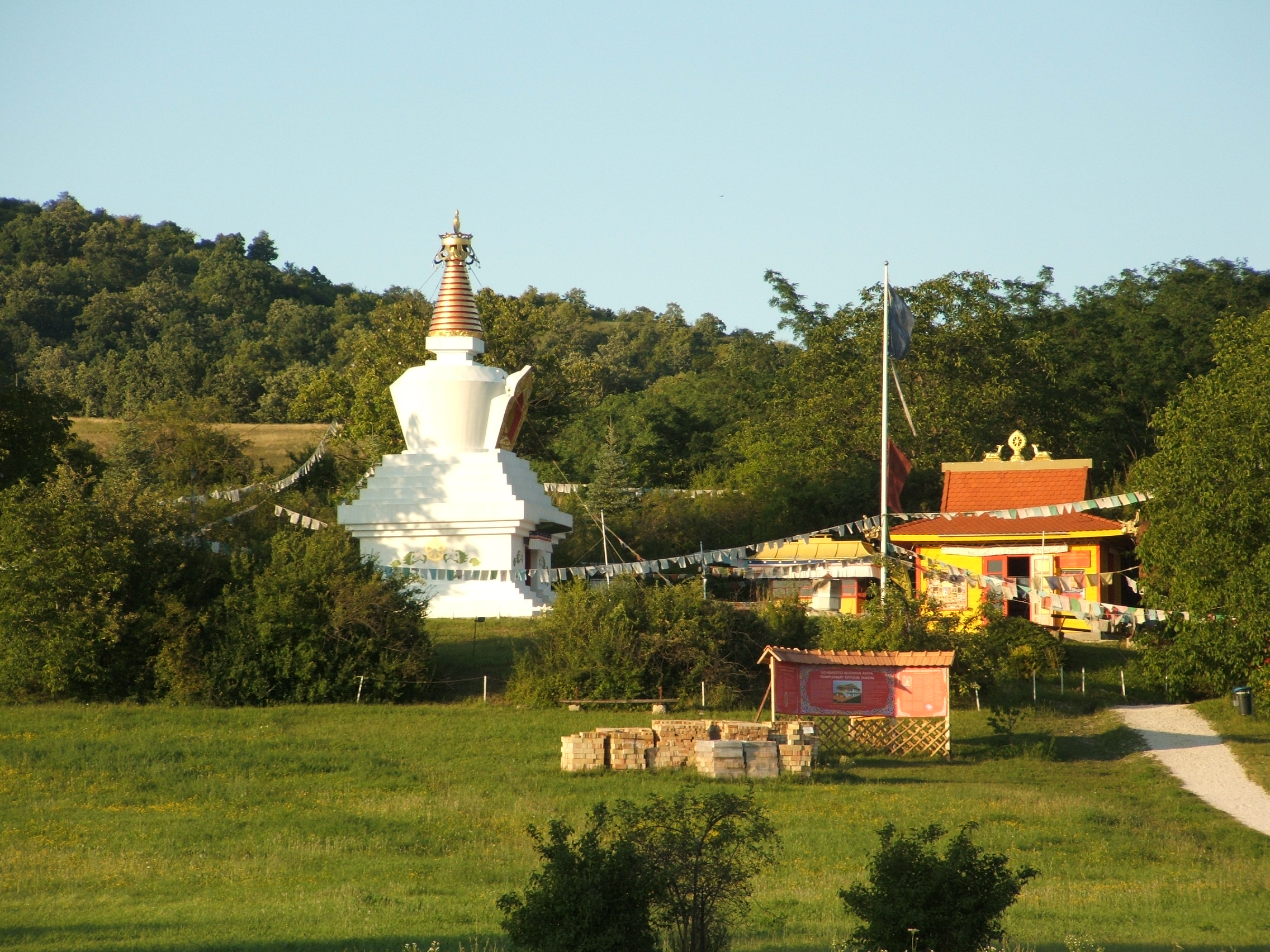
A Kőrösi sztúpa a tari központban 2009-ben

1987. nyarán Láma Ngawang és Láma Csöpel (Füzeskúti Ferenc) egy spontán alakult csoport meghívására Stockholmból Magyarországra utazott, hogy megalapítsa a saját Buddhista Központjukat, melynek vezetője Láma Ngawang lett. Budapesten és Szigligeten tartanak tanításokat és meditációs tréningeket. Két évvel később a közösség hivatalosan bejegyzett egyházzá vált, amely meghívta Magyarországra Őszentségét a Dalai Lámát.
1990 őszén nyungne meditációs elvonulást tartanak Uszón. A következő év tavaszán a közösség vezetői meghívták Geshe Lobzang Tubtent (gelug iskolához tartozó láma), hogy adjon tanítást a Kosztolányi Művelődési házban. 1991 nyarán tanyát vásároltak Taron, amelyet felújítottak, és október közepén megtartották az ottani első meditációs tanításokat. Ekkor jelölték kis és szentelték meg a később épülő sztúpa helyét. 1992 április 4-én kezdődik el a Kőrösi sztúpa építése, melynek munkálatait Dominique Greau, francia építész vezette. Az építmény külső és belső festését Lobzang Damcső tibeti díszítőfestő készítette. Július 22-én Őszentsége a Dalai Láma szentelte fel a békesztúpát. Szeptemberben a Karma Decsen Özel Ling Buddhista Egyház Taron tartotta meditáció kurzusát. 1993. november 8-tól Láma Csöpel a tari központ rezidens lámája lett. Láma Ngawang innentől minden évben három hónapos tanítást adott Budapesten és Taron.
1998. június 19-21. között Őszentsége a Szakja trizin meghatalmazásokat adott. A következő év március 18-án Láma Norlha, illetve augusztus 2-7. között Beru Khyence Rinpocse adnak tanításokat, illetve meghatalmazásokat. 2000 áprilisában elkezdődnek a Csoma Emlékpavilon építésének munkálatai. Ez év őszén  a Nemzeti Sportcsarnokban megszervezték a dalai láma újabb látogatását Budapestre. Novemberben felavatták a Kőrösi Csoma Sándor Emlékpavilont, amelyet Lobzang Szönam Láma, a Tan Kapuja Buddhista Főiskola tanára szentelt fel.
2001. szeptember 1-10. között Beru Khjence Rinpocse adott tanítást a Budapest Sportcsarnokban, utána Taron tartott meditáció elvonulást. Még ebben az évben az egyház megvásárolt egy családi házat Budapesten, amelyet meditációs központtá alakítottak át, és a következő évben adtak át. A központot még ebben az évben meglátogatta és megáldotta a szakja trizin. 2005. augusztusban elhelyezésre kerültek a Kangyur és a Tengyur szent kötetei a felújított templomban, melyeket Őszentsége a 17. Karmapa Tháje Dordzse tari látogatása során áldott meg.
2006. októberében az egyház megrendezte a Buddha Ereklye Kiállítást, amely során 11 000 ember kapott áldást. 2008. márciusában a Baross utcában vásárolt ingatlant a szervezet, amelyet pár hónappal később Cültrim Rinpoche szentelt fel Karmapa Kulturális és Meditáció Központ néven. 2009. májusában Chöky Nangwa Rinpoche a dzsonang hagyomány vonaltartó lámája a történelem folyamán hazánkban először kálacsakra meghatalmazást adott. 2009-ben az egyházból néhányan Garchen Rinpocsétól Gyógyító Buddha beavatást, illetve a 17. karmapától Zöld Tara meghatalmazásokat kaptak. Ez év végén kezdődtek el a munkálatok a Szabadító Buddha Anya templomán, a Kőrösi Csoma Sándor Emlékpark területén.
2011. július 3-án felavatták a Szabadító Buddha Anya Templomot és Cültrim Rinpocse vezetésével Tara meghatalmazást tartottak. Egyre több külföldi tanító érkezett az egyház meghívására hazánkba, akik meghatalmazásokat és tanításokat adtak a közösség tagjai számára.

## Kőrösi Csoma Sándor Emlékpark

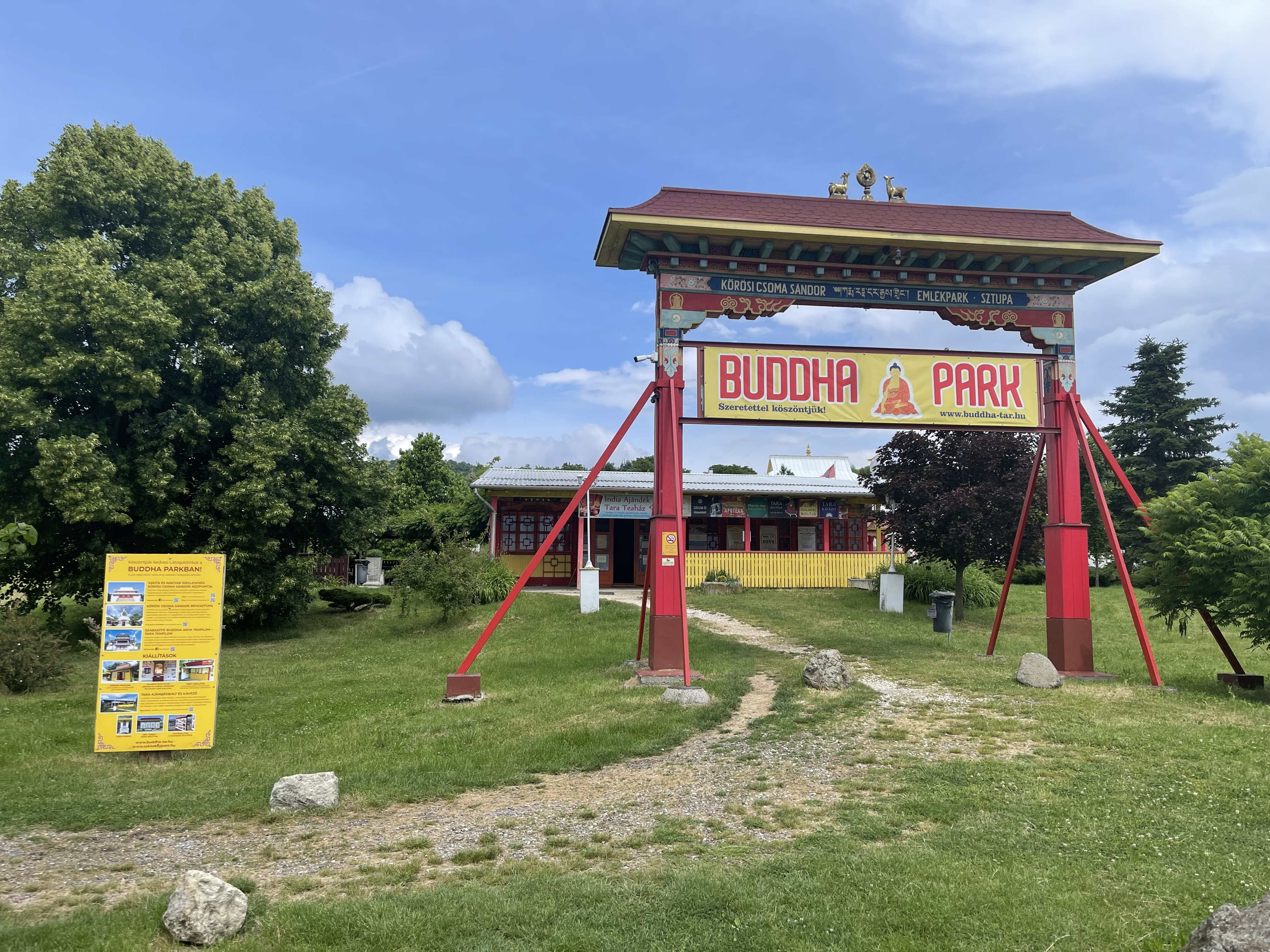
A park bejárata

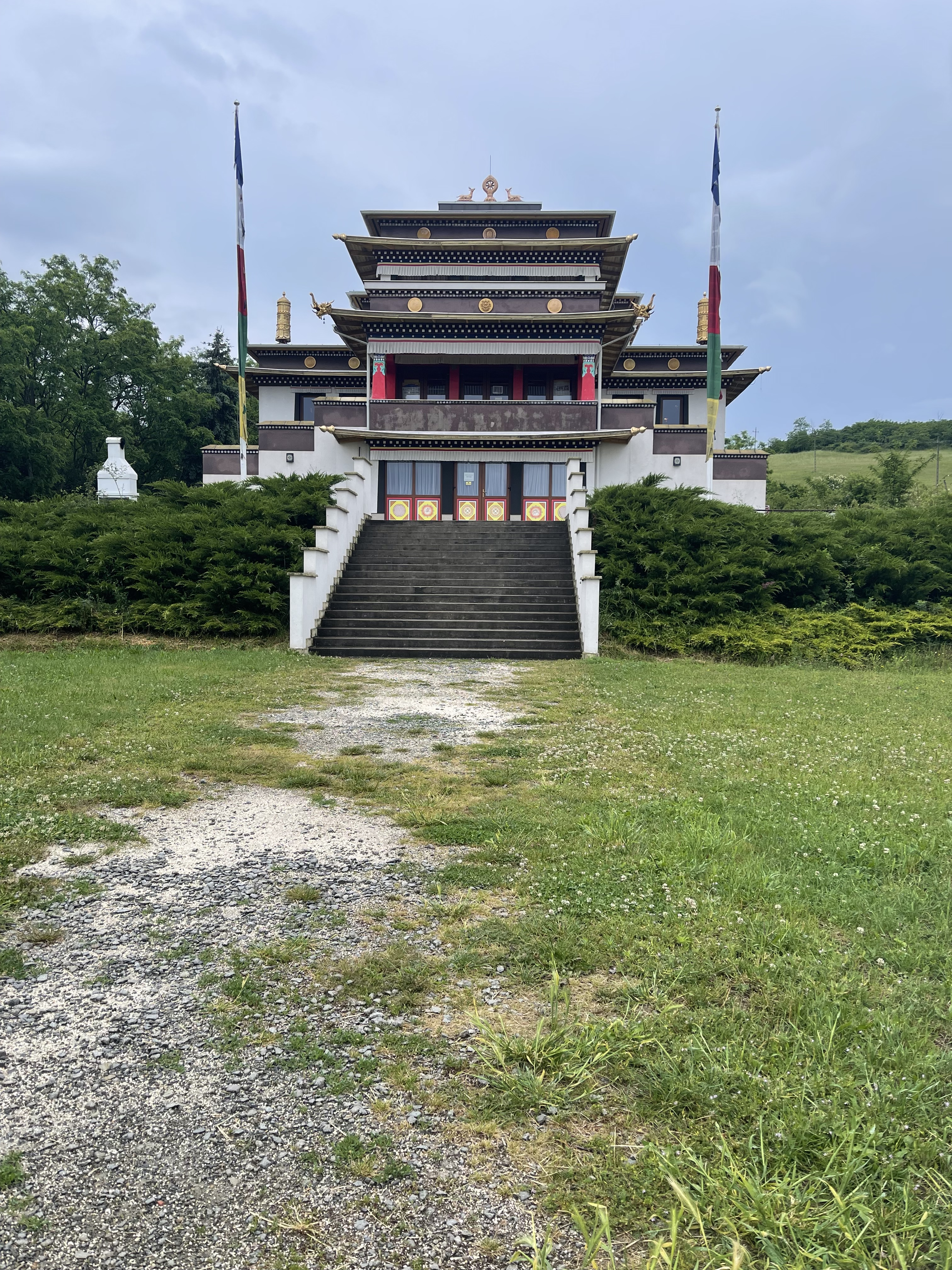
A Tara templom

Kőrösi Csoma Sándort a közösség megvilágosultként tiszteli, és az általa megnyitott utat követi. Fontos feladatának tartja szellemi örökségének fenntartását és gyakorlását. Ezért tiszteletére a Tiszta Fény Alapítványon keresztül a nagy nyilvánosság számára kegyhelyet tart fenn a Meditáció Központ területén, Taron (ma Nógrád vármegye), ahol 1992-ben felépítette a Kőrösi Csoma múzeumot, a Kőrösi Csoma Sándor emlékére emelt kegyeleti emlékművet s a Békesztúpát, amelyet Őszentsége a 14. Dalai Láma szentelt fel, és amelyet a világvallások képviselői is megáldottak. Ez a sztúpa azért épült, hogy a békét, a boldogságot és a jólétet megteremtse és megszilárdítsa a világ minden lénye számára.
1995-ben ugyanitt épült fel a Kőrösi Csoma Sándor Emlékpark, majd az egyház és az alapítvány számára felajánlott SZJA 1%-ából a Kőrösi Csoma Sándor életét és munkásságát bemutató Emlékpavilon, amely minden nap díjmentesen megtekinthető, a Békesztúpával egyetemben. E kegyhely zarándokhelyévé vált.
A Meditáció Központ rendszeres meditációkat, szertartásokat, tanításokat, tanfolyamokat és meditációs elvonulásokat (lelki gyakorlat) tart.

## Szellemisége
A közösség a belső ösvény élő hagyományát gyakorlók közössége. Az ezeréves tibeti karma kagyü hagyomány szellemi elődein keresztül Buddha óta – azaz 2500 éve töretlen vonalban őrzi a belső ösvény áldását és tanításait, amelyeket mestertől tanítványig ad át. E vonalat képviseli és adja át közvetlenül a közösség alapítója és szellemi vezetője, a tibeti születésű Dordzse Lopön Láma Ngawang Rinpocse, valamint magyar tanítványa, Tiszteletreméltó Láma Csöpel.
A Közösség arra törekszik, hogy a szellemi-lelki fejlődés hiteles, gyakorlati ösvényének megtalálásában segítséget nyújtson nemcsak a buddhistáknak, hanem minden érdeklődőnek, vallási elkötelezettségtől függetlenül. E munkában a több ezer éves buddhista szellemi hagyomány tapasztalataira támaszkodik.

## Külső hivatkozások
- Az egyház hivatalos oldala
- A Csoma Központ hivatalos oldala
- A Központ éves programja
- Kapcsolat információk
- Facebook oldal
- Képgyűjtemény